# 대한조혈모세포이식학회
대한조혈모세포이식학회(The Korean Society of Blood and Marrow Transplantation)는 1996년 설립 이전 회원들 간의 귀중한 임상경험을 발표 교환하여 국내 골수이식술의 발전에 기여하였고 1992년 10월부터 시행된 골수이식의 의료보험 급여 개시에 주도적 역할을 수행하였다.이 후 골수이식 시행병원의 증가와 연구회 회원의 비약적 증가 그리고 새로운 학문분야를 널리 알릴 효과적인 대외 창구로서의 학회의 필요성이 대두되었고 이에 1996년 봄에 약 130여명의 회원의 뜻을 모아 대한조혈모세포이식학회로 발족된 대한민국의 학술단체이다. 사무실은 서울특별시 종로구 내수동 71번지, 경희궁의아침 2단지 오피스텔 220호에 있다.

## 주요 활동
매년 2차례의 정기 학술대회 개최 및 매년 2차례의 학술지 발간을 통하여 국내 조혈모세포이식술의 발전에 기여하고 있고 또한 회원 상호간의 학술적 교류에 기여하고 있다. 매년 2차례의 정기 학술대회 개최 및 매년 2차례의 학술지 발간을 통하여 국내 조혈모세포이식술의 발전에 기여하고 있고 또한 회원 상호간의 학술적 교류에 기여하고 있다.

## 대한조혈모세포이식학회지
2004년 이전 학회지와 2005년 이후로 나뉘어 검색 할 수 있는데 2004년 이전은 1996년 1권 1호부터 2004년 9권 2호까지 검색하여 볼 수 있고,2005년 이후는 대한혈액학회, 대한조혈모세포이식학회, 대한소아혈액종양학회 및 한국혈전지혈학회의 공식 통합학술지 1966년 1권 1호부터 최근 호까지 검색하여 볼 수 있다. 간기는 반년이며 사용하는 언어는 한국어이다. 창간년도는 1996년부터 시작되었다.

## 같이 보기
- 조혈모세포 이식